# 医疗救护机
醫療救護機指的是改裝為具醫療及救護用途的航空器，除了醫療設備外，機上有醫生和護士等醫療救護人員。簡易的醫療救護機通常僅有基本的醫療設施供運送傷患，設備齊大多是為貧窮國家提供醫療服務的飛機，機上的醫護人員會跟當地醫護人員合作，在飛機醫院上進行手術，傳授醫療技巧。
常見例子：
- 奧比斯[1]

不過也有一些是因為天災如地震而令醫院受到破壞的地方提供暫時的援助，醫治受傷的災民，這些大多都是國家或軍隊擁有。

優點
- 可以長程飛行，到達不同地區
- 有完善設備

缺點
- 燃料昂貴
- 附近要有跑道，不方便到達需要的地方（因為大多貧窮國家欠缺機場或天災令跑道受破壞），否則要以直升機代替。
- 部分醫療救護機空間可能陝小

## 外部連結
- 奧比斯（页面存档备份，存于）